# Сенница эдип
Сенница эдип или Сенница торфяная, или сенница болотная, или Эдип, или сатир торфяной (лат. Coenonympha oedippus) — вид дневных бабочек из семейства Бархатниц.

## Этимология латинского названия
Эдип (греческая мифология) — сын фиванского царя Лаия и Иокасты, воспитанный пастухом и, по воле случая, убивший отца, женился на собственной матери.

## Описание

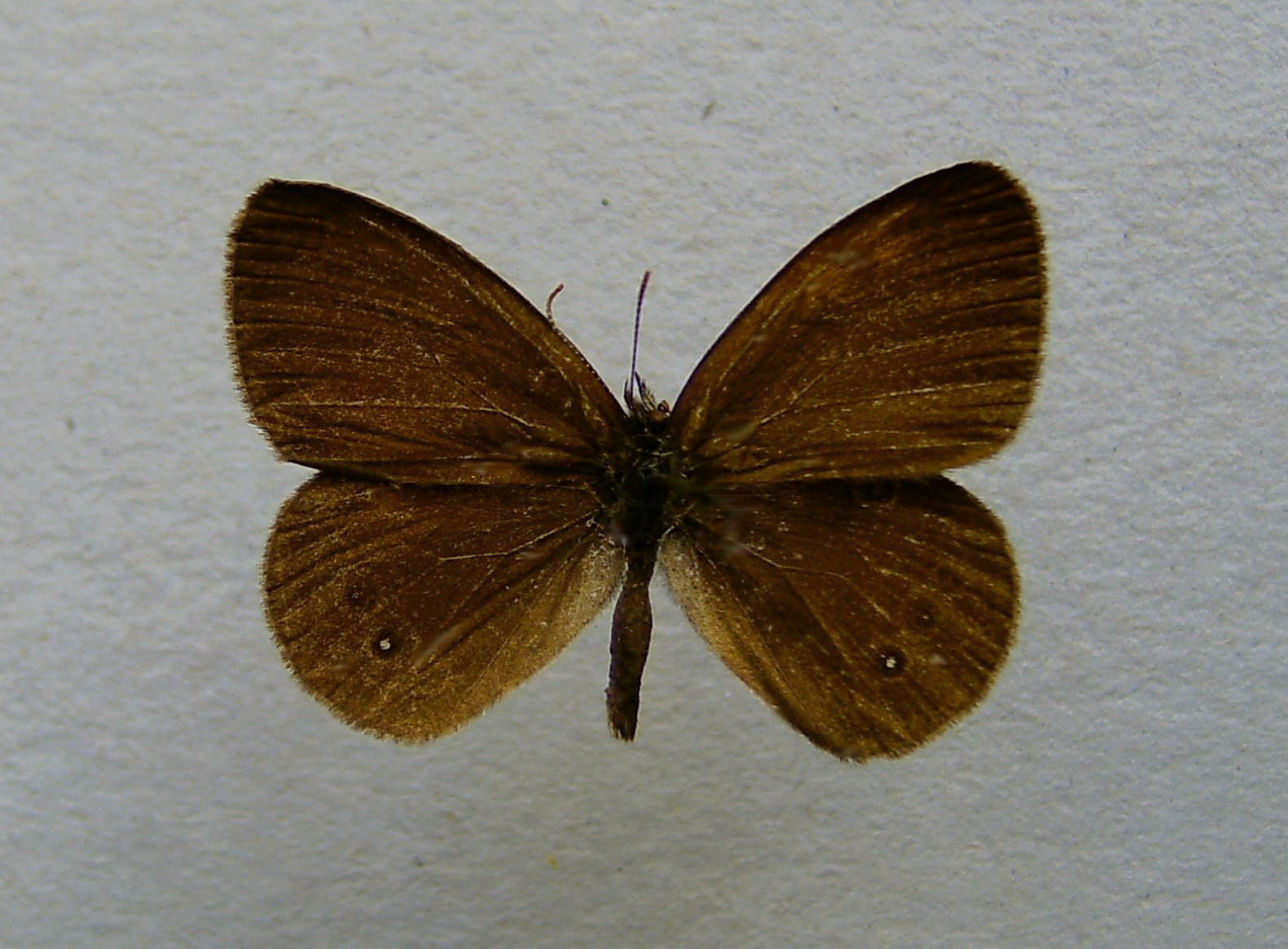

Длина переднего крыла 16—21 мм. Крылья сверху тёмно-бурые, снизу жёлто-коричневые. Снизу на передних крыльях у некоторых особей могут быть одна — две чёрные точки в светлых ободках между жилками M2—Cu1. Снизу на заднем крыле на внешнем поле ряд глазков в светлых ободках, верхний глазок вне ряда, отодвинут к переднему краю в сторону корня, перед другими глазками иногда бывают слабые светлые пятнышки, у внешнего края свинцовая полоска.

## Распространение
Очень локально встречается во Франции, Альпах, Словении, Австрии, Венгрии, Белоруссии, на Украине, западе и юге европейской части России. Намного шире вид распространен на территории Азии, где известен в Восточном Казахстане (Саур) и во всей Южной Сибири к востоку до Приамурья, Приморья, Китая и Японии.
Локально встречается в зоне широколиственных лесов Восточной Европы. На её юго-западе встречается в Словакии и нескольких местах Венгерской низменности. На северо-западе известен из Беловежской Пущи. Далее на восток отмечено несколько местообитаний по украинскому и белорусскому Полесью. В европейской России крайне локален, известен с границы Брянской и Смоленской областей, Воронежской области, из окрестностей поселка Летка (республики Коми), Чишмы, города Двуреченска (Екатеринбургская область), Таганрога и Астраханского заповедника.

## Местообитание
В северной части своего ареала вид населяет торфяники, переходные, низинные и верховые болота, заболоченные сосновые леса. На юге Европы населяет луговины в смешанных лесах, увлажненные поляны в пойменных лесах. В Астраханском заповеднике встречается в заболоченных осоково-злаковых участках дельты реки Волги.
В Средней Азии вид встречается на луговых участках, чаще вдоль ручьёв и речек, в горах по лесным лужайкам до верхней границы леса, локально, но в заметном числе. Часто попадаются на влажной почве, нередко придерживаются затенённых мест, около ив, высокого лабазника, среди трав под пологом леса.

## Биология
Развивается в одном поколении за год. Лёт бабочек наблюдается с середины июня по начало августа. Бабочки летают, как правило, низко над землей, между тонких стеблей злаков, кормятся на норичниковых и бобовых — на цветках чины болотной, чины луговой, на кермеке Гмелина и других

## Развитие
Яйца зелёные, откладываются по одному на листе.
Гусеница зелёная, со светлой полосой вдоль дыхалец и тёмной на спине. После зимовки коричневая со светло-жёлтыми полосками. Кормовые растения — злаки родов мятлик, плевел, осоки, ирис ложноаировый.

Куколка желтовато-зелёная или светло-оливково-зелёная, в тёмных и желтоватых точках на вентральной стороне и брюшных сегментах. Крыловые зачатки желтоватые в белом обрамлении. На головном конце пара желтоватых или коричневых выступов.